# توحیدالعالم سابوز
توحیدالعالم سابوز (انگلیسی: Tawhidul Alam Sabuz؛ زادهٔ ۱۴ سپتامبر ۱۹۹۰) بازیکن فوتبال اهل بنگلادش است.
از باشگاه‌هایی که در آن بازی کرده است می‌توان به باشگاه ورزشی محمدان (داکا) اشاره کرد.
وی همچنین در تیم ملی فوتبال بنگلادش بازی کرده است.
وی در مسابقات کشوری و بین‌المللی در مجموع برندهٔ ۱ مدال طلا شده است.